# العلاقات اللاوسية اللبنانية
العلاقات اللاوسية اللبنانية هي العلاقات الثنائية التي تجمع بين لاوس ولبنان.

## مقارنة بين البلدين
هذه مقارنة عامة ومرجعية للدولتين:
| وجه المقارنة                                              | لاوس        | لبنان                                                                |
| --------------------------------------------------------- | ----------- | -------------------------------------------------------------------- |
| المساحة (كم2)                                             | 236.80 ألف  | 10.45 ألف                                                            |
| عدد السكان (نسمة)                                         | 6.86 مليون  | 6.10 مليون                                                           |
| الكثافة السكانية (ن./كم²)                                 | 28.97       | 583.73                                                               |
| العاصمة                                                   | فيينتيان    | بيروت                                                                |
| اللغة الرسمية                                             | اللغة اللاو | اللغة العربية، لغة فرنسية                                            |
| العملة                                                    | كيب لاوي    | ليرة لبنانية                                                         |
| الناتج المحلي الإجمالي (بليون دولار)                      | 16.85 مليار | 51.84 مليار                                                          |
| الناتج المحلي الإجمالي (تعادل القوة الشرائية) بليون دولار | 38.71 مليار | 81.54 مليار                                                          |
| الناتج المحلي الإجمالي الاسمي للفرد دولار أمريكي          | 1.82 ألف    | 8.05 ألف                                                             |
| الناتج المحلي الإجمالي للفرد دولار أمريكي                 |             | 17.46 ألف                                                            |
| مؤشر التنمية البشرية                                      | 0.575       | 0.769                                                                |
| رمز المكالمات الدولي                                      | +856        | +961                                                                 |
| رمز الإنترنت                                              | .la         | .lb                                                                  |
| المنطقة الزمنية                                           | ت ع م+07:00 | ت ع م+02:00، ت ع م+03:00، توقيت شرق أوروبا، توقيت شرق أوروبا الصيفي ‏ |

## منظمات دولية مشتركة
يشترك البلدان في عضوية مجموعة من المنظمات الدولية، منها:
| علم المنظمة | اسم المنظمة                        | تاريخ انضمام لاوس | تاريخ انضمام لبنان |
| ----------- | ---------------------------------- | ----------------- | ------------------ |
|             | منظمة حظر الأسلحة الكيميائية       | ?                 | ?                  |
|             | البنك الدولي للإنشاء والتعمير      | 5 يوليو 1961      | 14 أبريل 1947      |
|             | الأمم المتحدة                      | 14 ديسمبر 1955    | 24 أكتوبر 1945     |
|             | منظمة الشرطة الجنائية الدولية      | ?                 | ?                  |
|             | وكالة ضمان الاستثمار متعدد الأطراف | 5 أبريل 2000      | 19 أكتوبر 1994     |
|             | يونسكو                             | 9 يوليو 1951      | 4 نوفمبر 1946      |
|             | مؤسسة التنمية الدولية              | 28 أكتوبر 1963    | 10 أبريل 1962      |
|             | مؤسسة التمويل الدولية              | 29 يناير 1992     | 28 ديسمبر 1956     |